# Peter Eremiten

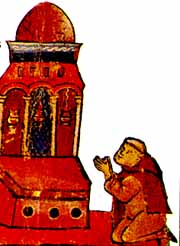
Peter Eremiten i bön vid den heliga gravens kyrka.

Peter Eremiten (franska Pierre l’Ermite), även kallad Peter av Amiens (fr. Pierre d’Amiens) eller Peter av Achères (fr. Pierre d’Achères), död 8 juli 1115, var fransk predikant och korstågsledare under det första korståget. 

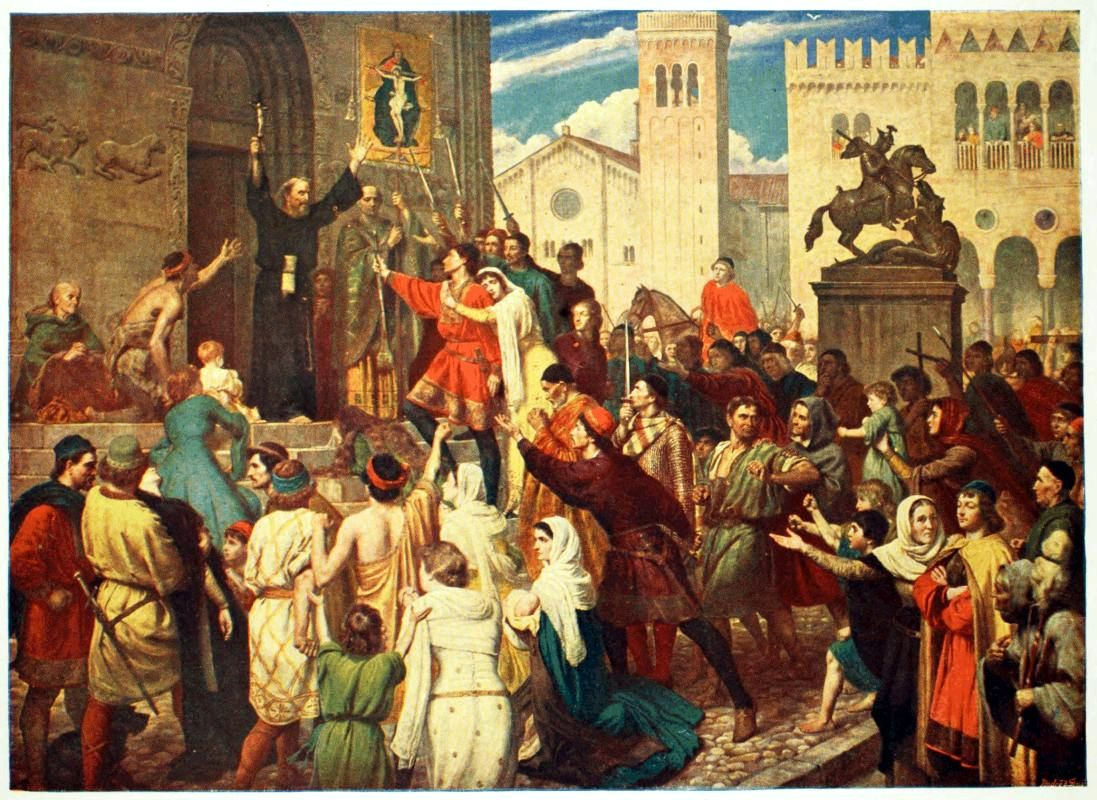
Peter Eremiten predikar det första korståget, målning av James Archer.

Peter Eremiten var ledare för en av de många oordnade folkhopar bestående av människor ur de lägre samhällsklasserna som våren 1096 efter hand drog iväg mot Jerusalem. De nedgjordes dock av seldjukerna i oktober vid Nicaea  i Mindre Asien och kom aldrig fram till det heliga landet. Peter Eremiten undkom dock med livet i behåll och anslöt sig sedan i Konstantinopel till den egentliga korshären ur det första korståget.
Efter korsfararnas erövring av Jerusalem, återvände han hem och grundade ett augustinerkloster i Huy, där han dog som prior år 1115.